# Wełna

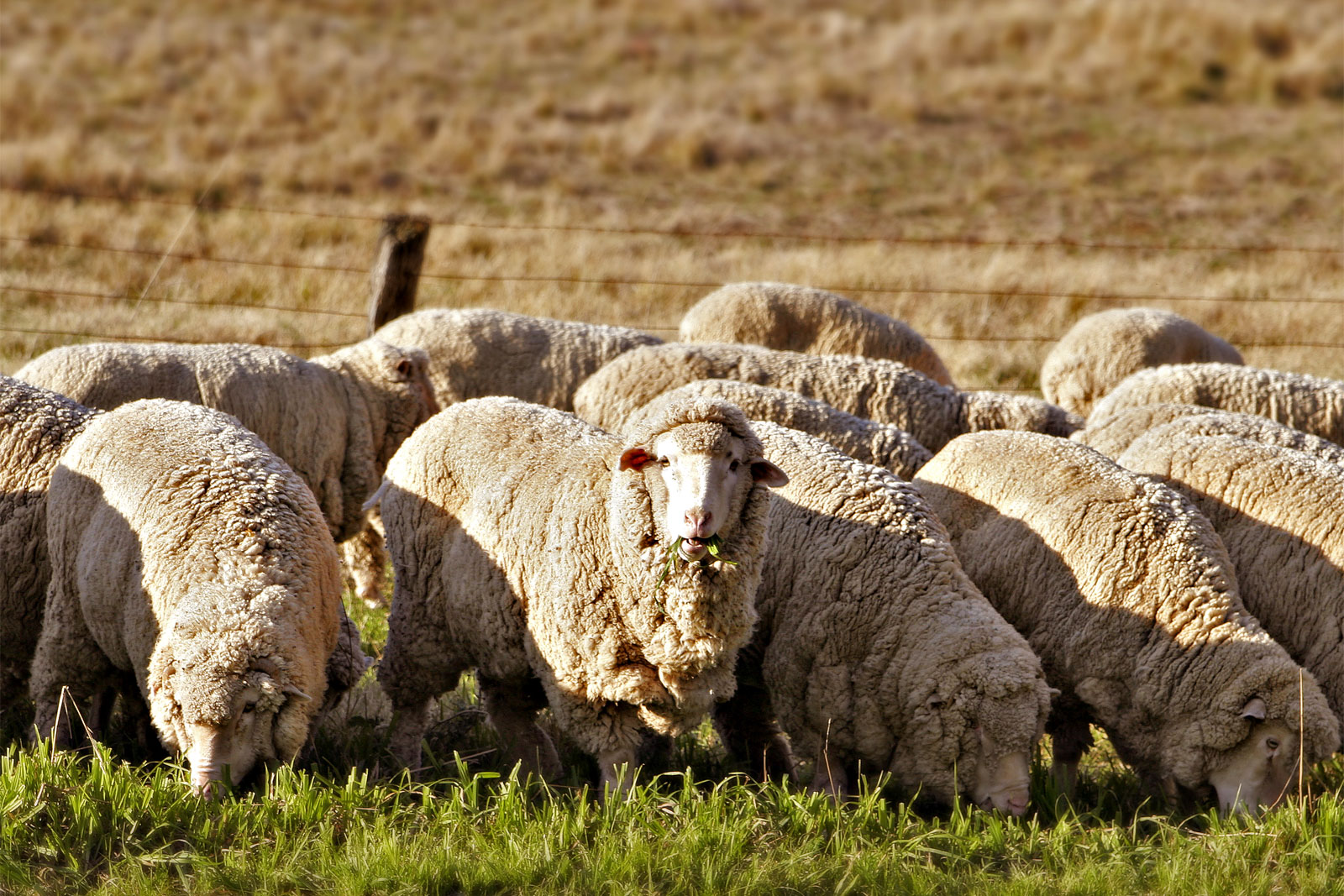
Owce australijskie

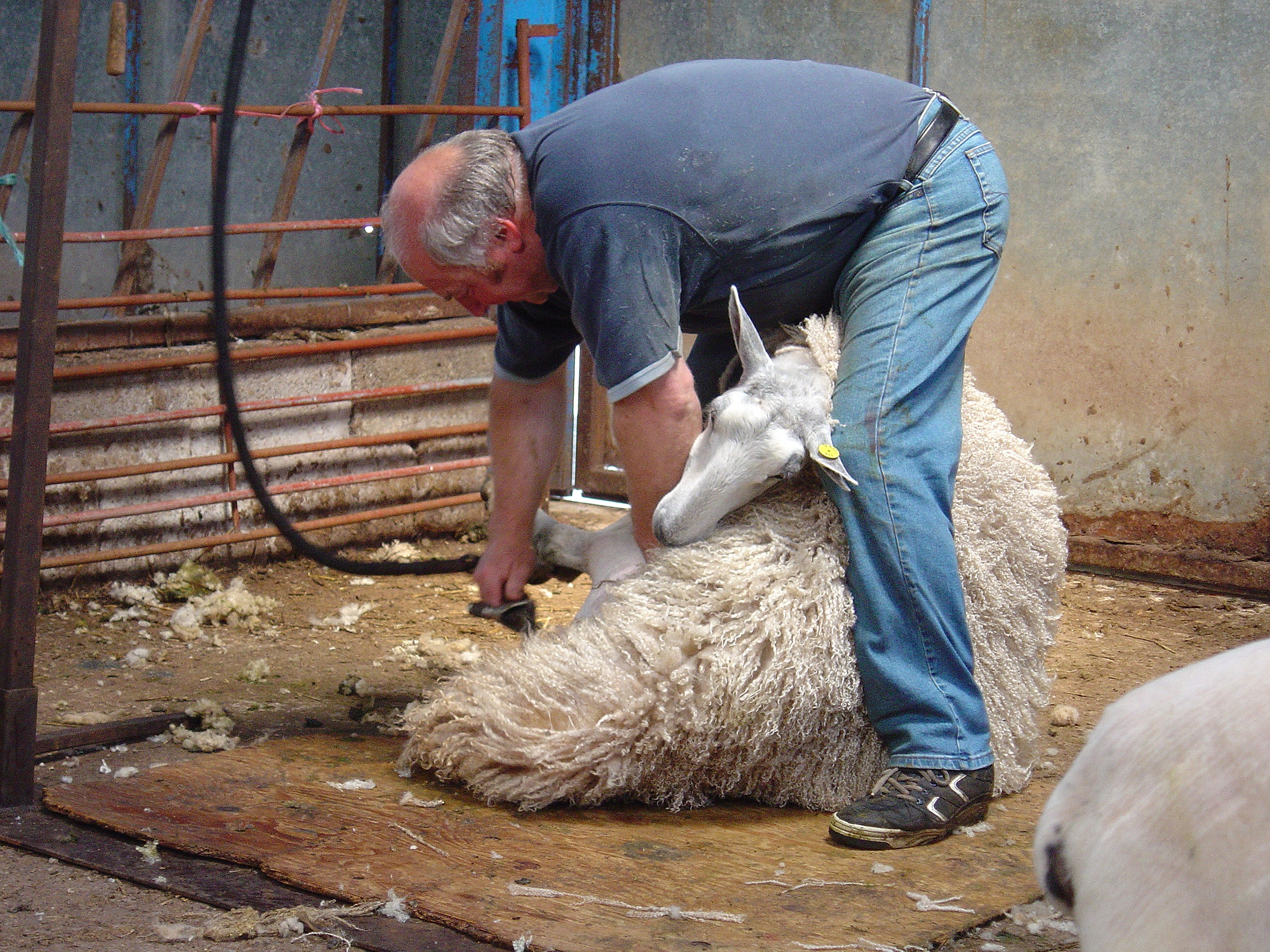
Strzyżenie owiec

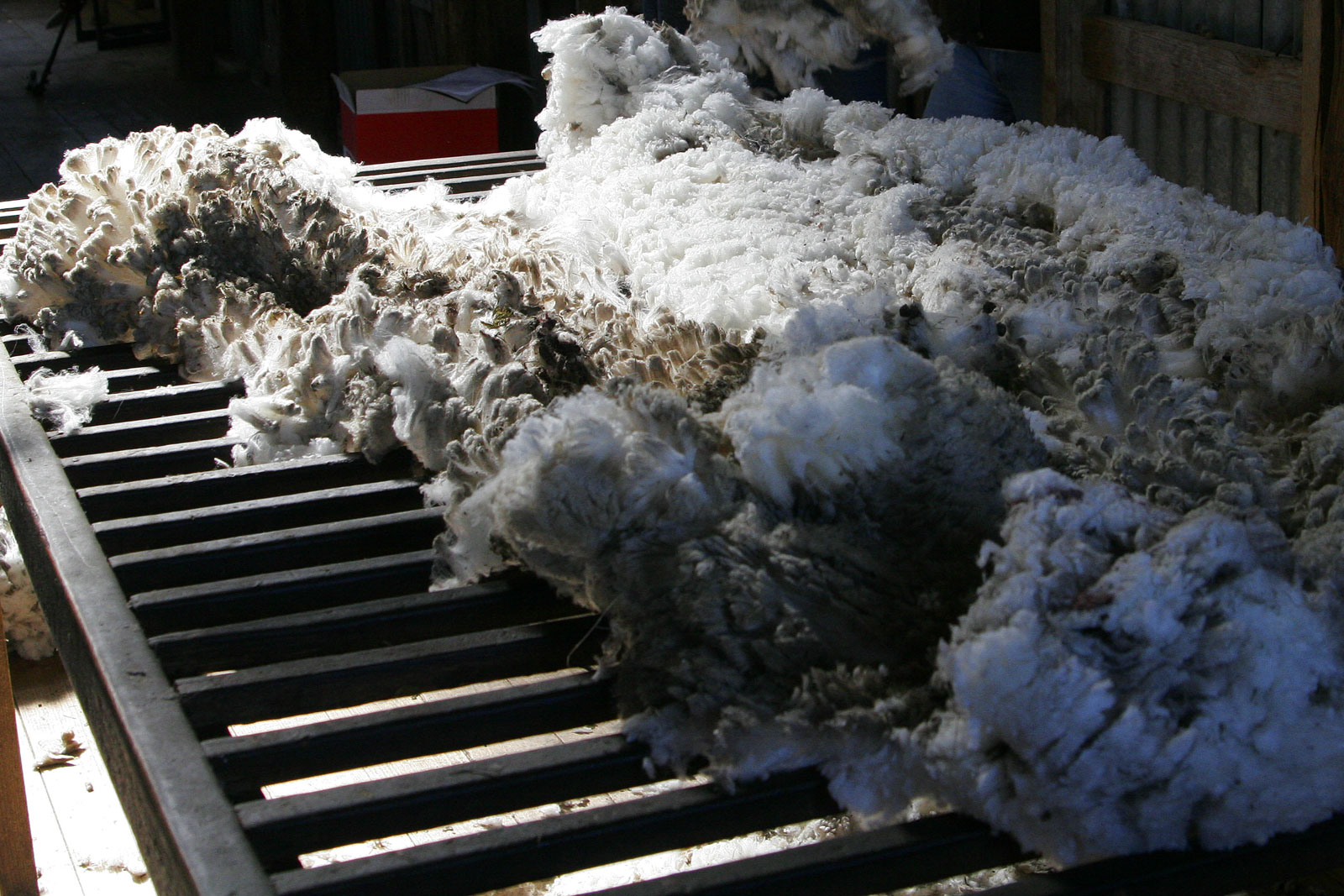
Strzyża z owcy rasy merynos

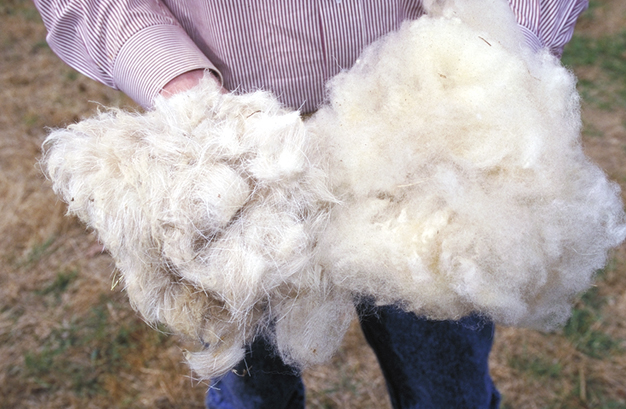
Strzyża wełniana (runo), wełna długowłosa i krótkowłosa

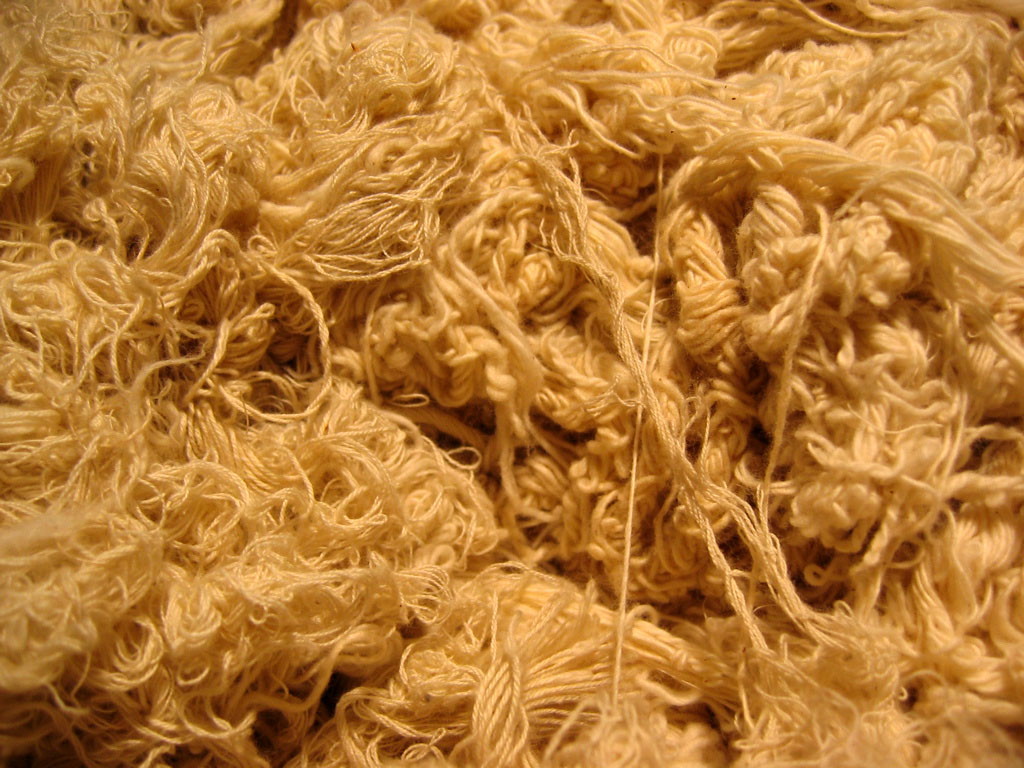
Włóczka z wełny

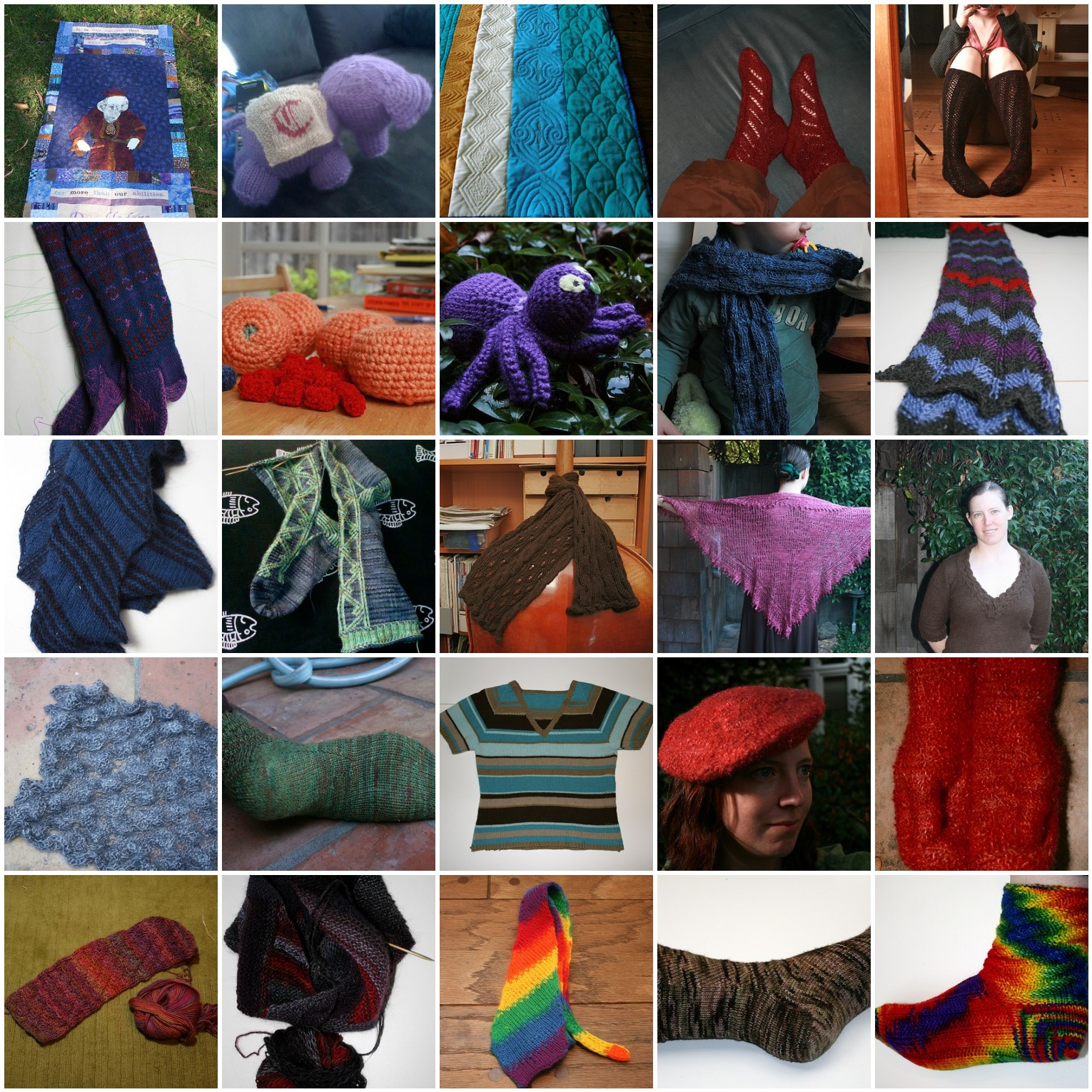
Wyroby z wełny

Wełna – włókno naturalne białkowe uzyskiwane z okrywy włosowej (sierści) owiec i jagniąt. Mianem wełny określa się także sierść takich zwierząt jak lamy, wielbłądy, kozy, króliki i inne, przy czym w międzynarodowych klasyfikacjach towarowych ten rodzaj  włókien pochodzenia zwierzęcego klasyfikowany jest jako cienka sierść zwierzęca.  Włókno wełniane ma charakterystyczne cechy (karbikowatość, łuskowatość, zawiera lanolinę), dzięki którym nadaje się doskonale do wytwarzania wysokiej jakości wyrobów włókienniczych.
Wełna owcza uzyskana przez strzyżenie żywych owiec, zwana również runem lub strzyżą, stanowi doskonały surowiec włókienniczy do wyrobu wysokiej jakości tkanin, dzianin i włóknin. Na Bliskim Wschodzie wyroby z wełny wytwarzano już w starożytności.
Wełna może być także pozyskiwana w wyniku zbierania sezonowo traconej przez zwierzęta okrywy włosowej (np. wełna wielbłądzia i z dzikich kóz) albo wyczesywania (np. wełna kóz hodowlanych, włókno z królików angorskich).
Wysokiej jakości wełnę, bardzo miękką, puszystą, o cienkich włóknach, długości od 4 do 12 cm, otrzymuje się z owiec rasy merynos. Ma ona jednocześnie największą zdolność do spilśniania. Grubszą wełnę uzyskuje się z ras owiec długowełnistych i nizinnych. Długość włókien wełny owiec długowełnistych dochodzi nawet do 40 cm. Cenionym rodzajem włókna typu wełnianego jest kaszmir pozyskiwany w wyniku zbierania okrywy włosowej kóz kaszmirskich, o bardzo cienkich (16-18 mikrometrów) i miękkich włosach.

## Historia
Pierwsze skrawki sukna wełnianego odnaleziono na południu Wyżyny Anatolijskiej położonej w Azji Mniejszej. Pochodzą z VII w. p.n.e. Niemieccy naukowcy datują na 2000 r. p.n.e. najdawniejszą formę odkrycia z czystej owczej wełny. Pierwsze zapiski na temat wełny widnieją na Kodeksie Hammurabiego (1730 p.n.e.), który wymienia (owczą, jagnięcą, kozią, wielbłądzią) wełnę. Wzornictwem nawiązywała do geometrii widocznej w architekturze starożytnej Mezopotamii. Hebrajczycy w swoich zapiskach na temat życia codziennego najczęściej wymieniają wełnę. Z czasów greckich i rzymskich najpiękniejsze wełny pochodziły z Miletu. Farbowano je na kolor purpurowy, który był bardzo drogi, i wiele mówił o bogactwie. W pałacu na wyspie Knossos tkano grube sukno z wełny i zdobiono haftami. Na początku XIX w. angielski tkacz Titus Salt skonstruował gręplarko-czesarkę. Ta maszyna uczyniła go bogatym człowiekiem. Natomiast wielka kreatorka mody Coco Chanel na początku XX w. wylansowała tweed – tkaninę, która swoją nazwę zawdzięcza rzece Tweed, oddzielającej Anglię od Szkocji. W jej czystych wodach już od XV w. tkacze płukali wełnę. Dzisiaj główni producenci wełny to Australia, Nowa Zelandia, Argentyna, Indie, RPA, Wielka Brytania, Urugwaj oraz Hiszpania.
Jednym z najlepszych gatunków wełny uważana jest wełna alpaki. Rozróżniamy trzy odmiany alpaki, które różnią się rodzajem okrywy włosowej. Najdelikatniejszą odmianą jest baby alpaka, czyli wełna pochodząca z młodych zwierząt, nieprzekraczających 8. miesiąca życia. Ma zdolność utrzymywania ciała w odpowiedniej temperaturze mimo zmieniających się warunków pogodowych. Kolejna, huacaya, jest najbardziej powszechna, oraz suri, której włosy mają 50 cm długości, są delikatne oraz charakteryzują się dużym połyskiem. Produkcja alpaki jest 400 razy mniejsza niż wełny owczej, dlatego uważana jest za towar luksusowy. Wytwarza się z niej wysokogatunkowe produkty, takie jak kurtki, płaszcze, kołdry.

## Rodzaje wełny
W zależności od sposobu pozyskania włókna rozróżnia się wełny:
- żywą – pozyskiwaną przez okresowe strzyżenie żywych zwierząt
- garbarską – uzyskiwaną podczas obróbki skór w garbarniach
- skórną – uzyskiwaną ze skór zwierząt ubojowych
- futrzarską – uzyskiwaną z odpadów powstających przy szyciu futer
- wtórną – uzyskiwaną przez rozwłóknienie ścinków lub starych wyrobów wełnianych (szmat)

Wełnę owczą klasyfikuje się ponadto ze względu na średnią grubość włókien (sortyment), kolor.
Zależnie od cech włókien  wytwarza się z nich różne rodzaje przędz (zgrzebne, czesankowe, dywanowe)

## Nazewnictwo
Niektóre nazwy stosowane w odniesieniu do włókien wełnianych i wyrobów z tych włókien:
- owcza – merynos, szewiot, szetland
- wielbłądzia – wikunia, kamel, wigonia
- lam – alpaka
- kozia – moher, kaszmir
- królicza – angora

## Cechy włókna wełnianego
Zalety:
- doskonałe właściwości termoizolacyjne
- doskonałe właściwości dźwiękochłonne
- duża higroskopijność
- pochłanianie promieniowania UV

Wady:
- filcowanie się wyrobów – zdolność do samodzielnego spilśniania

## Zastosowanie
Z najdłuższych włókien wełny żywej, uzyskuje się wysokiej jakości przędze czesankowe, natomiast z pozostałych rodzajów stosowanych jako domieszki do krótszych włókien wełny żywej, uzyskuje się niższej jakości przędze zgrzebne.
Z przędz czesankowych wytwarza się wysokiej jakości tkaniny, np. gabardynę, i dzianiny dla przemysłu odzieżowego.
Z przędz zgrzebnych, bez domieszek wytwarza się tkaniny spilśniane oraz przypominające samodziały  takie jak sukna i tweedy.
Stosuje się też mieszanki włókien wełnianych z innymi włóknami np. z bawełną, lnem lub jedwabiem. Mieszanki włókien są surowcem do wytwarzania dywanów, wykładzin podłogowych, kołder, koców, poduszek, filców odzieżowych itp.
Z wełny wielbłądziej i lam, wyrabiane są koce, pledy poduszki i pasy terapeutyczne oraz tkaniny płaszczowe.
Natomiast z wełny wtórnej, wytwarza się filce techniczne. Włókno luzem lub lekkie filce stosuje się jako wypełnienia dźwiękochłonne do wysokiej jakości zespołów głośnikowych.